# Roca Gironella
La Roca Gironella és una roca singular del terme municipal de Sant Quirze Safaja, a la comarca del Moianès.
Està situada a la dreta del Rossinyol, a migdia de la masia de Cabanyals i al sud-oest de la Cascada de Roca Gironella i dels Camps de Cabanyals. És a sota i a llevant de la masia del Serrà.